# Smil Flaška di Pardubice
Smil Flaška di Pardubice (Pardubice, 1349 – Pardubice, 13 agosto 1403) è stato un poeta e politico ceco.

## Biografia
Flaška di Pardubice si dimostrò il miglior poeta ceco dell'età dei sovrani di casa Lussemburgo.
Le documentazioni storiche non chiariscono bene la data di compilazione della sua opera principale, intitolata Il nuovo consiglio (Nová Rada), che alcuni critici letterari attribuiscono al 1378, invece altri al 1394.
L'incertezza della datazione ha una sua notevole importanza, in quanto non chiarisce la questione se l'opera di Flaška di Pardubice sia ispirata ad un poemetto similare, The Parlament of Briddes, or the Assembly of Foules, con cui Geoffrey Chaucer salutò nel 1381 Anna, figlia di Carlo IV, in occasione del suo matrimonio con Riccardo II d'Inghilterra.
La trama della Nová Rada è incentrata sull'assemblea convocata dal re leone, il re degli animali, nel momento della sua elezione. Il re leone ascolta le osservazioni e le richieste dei suoi sudditi, e nei discorsi dei vari animali si riflettono le idee di un tipico feudatario boemo dell'ultimo quarto del Trecento, il quale formula le proprie esigenze e i propri bisogni al re, che simbolicamente rappresenta la figura di Venceslao IV, erede di Carlo IV.
Il poemetto si caratterizzò non solo per argomentazioni politiche ma anche sociali: le esortazioni moralistiche indirizzate al re, affinché persegua la purezza degli atti e dei pensieri, derivano sia dalla diffusa religiosità dell'età carolina, sia dall'emergente sregolatezza morale che segnò la fine dell'era prehusita.
Flaška di Pardubice, nella sua opera, evidenziò le preoccupazioni che suscitano in lui il diffondersi della dissolutezza, la cui espansione avrà conseguenze negative sulla concordia nazionale.
A Flaška di Pardubice, qualche critico letterario e storico della letteratura, attribuisce anche un'altra opera, intitolata Consiglio del padre al figlio (Rada otce synovi), un manuale del perfetto cavaliere.

## Opere
- Il nuovo consiglio (Nová Rada);
- Consiglio del padre al figlio (Rada otce synovi).